# الكريش (مكيراس)

تعديل مصدري - تعديل

الكريش هي إحدى قرى عزلة مكيراس بمديرية مكيراس التابعة لمحافظة البيضاء، بلغ تعداد سكانها 34 نسمة حسب تعداد اليمن لعام 2004.